# Schulmuseum Friedrichshafen
Das Schulmuseum in der Friedrichstraße 14 in Friedrichshafen ist eines der größten Schulmuseen Deutschlands. Es zeigt auf drei Stockwerken die Geschichte der Schule in Deutschland. Eine Besonderheit des Museums sind die drei originalen Klassenzimmer von 1850, 1900 und 1930, die aus alten Schulhäusern vor dem Abriss bewahrt wurden und in die Museumsräume eingebaut wurden. In den Klassenzimmern darf man in den Bänken Platz nehmen, selbst erfahren, wie sich die Ausstattung im Laufe der Jahrhunderte verändert hat und einiges ausprobieren, zum Beispiel das Schreiben auf Schiefertafeln. Dazu gibt es Themenräume wie den Strafenraum (oder Karzer), die Lehrmittelsammlung sowie einen Raum zur Schule im Nationalsozialismus. Jährliche Wechselausstellungen zeigen Neues aus der Geschichte der Kindheit.

## Geschichte
Das Schulmuseum Friedrichshafen ging aus der schulgeschichtlichen Sammlung des ehemaligen Rektors der Pestalozzi-Schule in Friedrichshafen, Norbert Steinhauser, hervor. Es wurde 1980 eröffnet und befand sich zunächst im Schnetzenhausener Schulhaus. 1981 kamen Exponate aus der Sammlung von Erich Müller-Gaebele hinzu. Damals wurde das Museum noch als Oberschwäbisches Schulmuseum bezeichnet. Steinhauser und Müller-Gaebele waren bis 2010 Direktoren des Schulmuseums.
1989 wurde das Museum, das in Schnetzenhausen unter Raumnot und Feuchtigkeitsproblemen gelitten hatte, in der historistischen Villa Riß in der Friedrichshafener Innenstadt untergebracht. Dieses Haus wurde 1893 erbaut und einst von dem Zahnarzt Riß bewohnt. Im Zweiten Weltkrieg erlitt es Schäden durch Bombardierungen.
Die Sammlung wurde seit dem Umzug in die ehemalige Villa stetig erweitert und wird in drei Stockwerken und 19 Räumen des Hauses präsentiert.

## Dauerausstellung
Die Dauerausstellung ist chronologisch gegliedert und beginnt mit dem Unterricht in Klosterschulen und anderen kirchlich geleiteten Schulen, der nördlich der Alpen den Anfang des Schulwesens darstellte. Es wird auf die Lateinschulen in den Städten und den Übergang zum Unterricht in deutscher Sprache eingegangen, mit dem eine Ausbreitung des Schulunterrichts auch aufs Land und in breitere Schichten einherging. Aus der Zeit des 19. Jahrhunderts, in dem neue Schulformen entwickelt wurden, zahlreiche Schulgebäude errichtet und eine systematisierte Lehrerausbildung eingeführt wurde, stammen viele Ausstellungsstücke, darunter etwa Teile von Lehrmittelsammlungen, Zeugnisse und Bilddokumente. Die unterschiedliche Erziehung von Jungen und Mädchen wird ebenso thematisiert wie die allmähliche Öffnung der pädagogischen Berufe auch für Frauen. Erziehungsideale des Kaiserreiches, Ansätze der Reformpädagogik und Schule im Dritten Reich werden ausgiebig thematisiert. Weitere Themen der Dauerausstellung sind die Kriegsfolgen für die Schulen und der Beginn des Einsatzes von Medien wie Tonbandgerät und Computer.
Im Schulmuseum sind drei Klassenräume aus vergangenen Zeiten aufgebaut; eine Dorfschule aus der Zeit um 1850, ein Klassenzimmer, wie es um 1900 in Gebrauch war, und eines im Stil der Zeit um 1930. Die beiden letztgenannten Klassenzimmer können von Besuchern genutzt werden, etwa zum Schreiben auf Schiefertafeln.